# Pierre-Antoine de La Place
Pour les articles homonymes, voir de La Place.
Pierre-Antoine de La Place, né le 1er mars 1707 à Calais et mort le 14 mai 1793 à Paris, est un écrivain et dramaturge français, premier traducteur de Shakespeare en français, après Voltaire.

## Biographie
Élève au collège jésuite anglais de Saint-Omer, La Place a été obligé, en sortant du collège, de se remettre à l'étude du français, qu'il avait complètement désappris. Ses premiers essais ayant été à peine remarqués, il s'avise d'envoyer la nouvelle de son décès à Paris où elle est insérée dans les Feuilles de l'abbé Desfontaines. Si le stratagème, une fois découvert, prête à rire aux dépens de l'auteur, le succès de scandale le tire aussi de son obscurité. La littérature anglaise étant alors à la mode, La Place s’est empressé d'exploiter ce genre où il a puisé le plus clair de son revenu. Il sera notamment le premier traducteur, en 1750, de Tom Jones, le chef-d'œuvre de Henry Fielding et des œuvres de sa sœur, Sarah Fielding.
Ayant eu l’occasion de rendre un service à Madame de Pompadour, elle lui a fait obtenir le titre de Secrétaire de l’Académie d’Arras et le privilège du Mercure de France, en 1760, mais les souscriptions, sous sa direction, ont tellement diminué qu’il a dû se retirer vers 1767, en conservant, en consolation, une pension de 5 000 livres.
Après avoir résidé plusieurs années à Bruxelles, il est revenu se mettre aux gages des libraires. La Place est également le premier associé de Beaumarchais dans la création de la Société des auteurs dramatiques.
Il est surtout célèbre pour son ouvrage, le Théâtre anglais, dont le premier volume est paru à Paris en 1745.
Dans les quatre premiers volumes de son ouvrage, La Place écrit un discours sur le théâtre anglais (en guise de préface), une introduction à la vie de Shakespeare, la traduction de dix pièces de Shakespeare (Othello, Hamlet, Macbeth, Cymbeline, Jules César, Les Joyeuses Commères de Windsor, Timon d'Athènes, Antoine et Cléopâtre, Henri VI, et Richard III), ainsi que les résumés de vingt-six autres pièces de Shakespeare.
Dans les quatre volumes suivants, La Place traduit des pièces de Ben Jonson, Thomas Otway, Edward Young, John Dryden, William Congreve, Nicholas Rowe, Thomas Southerne, Joseph Addison, Richard Steele et John Hughes (en).
Si son travail de traduction est largement apprécié (il a également proposé une paraphrase du premier roman gothique de Clara Reeve, The Champion of virtue), il lui attire également quelques inimitiés, en particulier celle de Voltaire, qui n'apprécie ni Shakespeare (comme en témoignent ses Lettres philosophiques de 1734), ni le fait de perdre sa place d’unique expert shakespearien en France.
La Place a également traduit Oronoko en français en 1745, mais ce fut plus une adaptation qu’une traduction.

Selon La Harpe, qui a écrit sa vie, il était « grand hâbleur, mais obligeant, souple, actif, et de plus homme de plaisir et de bonne chère » ; il dit de lui-même dans son épitaphe que : 
Sans fortune, en dépit du sort,

Il a joui jusqu’à la mort.
Il a écrit lui-même quelques pièces, qui n’ont cependant guère eu de succès. Il n’a fallu rien de moins que l'ordre formel du duc de Richelieu pour forcer les comédiens à représenter Adèle de Ponthieu. Il a écrit sous divers noms de plume, dont « Skunk » et « Skupk ». Ferdinand Höfer écrit qu’il était d’une famille obscure mais, par conformité de nom sans doute, il avait la prétention de descendre de Pierre de La Place, philosophe et premier président de la Cour des aides de Paris, assassiné à la Saint-Barthélemy.

## Œuvres
- Le Théâtre anglais (1745-1748)

## Sources
- The Cambridge History of English and American Literature in 18 Volumes (1907-21). Volume V. The Drama to 1642, Part One. XII. Shakespeare on the Continent § 11. The Translations of La Place, and their effect on Voltaire and French Criticism. Online Version in Bartleby.com.